# Flickan i regnet
Flickan i regnet är en svensk dramafilm från 1955 i regi av Alf Kjellin.

## Handling
Unga Anna Rydell kommer till en internatskola för flickor. Hon är väldigt blyg och har svårt att få kontakt. Inte heller de andra flickorna verkar vara särskilt angelägna att lära känna henne. Hon förälskar sig i franskläraren Martin, som bor på skolan med sin handikappade fru.

## Om filmen
Filmen spelades in 1954 och var Alf Kjellins långfilmsdebut. Filmen bygger på ett manus av Sune Stigsjöö. Den hade premiär på biograf Grand i Stockholm den 2 maj 1955. Vid premiären var pressens kritiker oeniga: I Aftontidningen tyckte Per-Olof Wedman att manuskriptet var dåligt och att Marianne Bengtsson går som en sömngångare genom filmen. I Svenska Dagbladet ansåg signaturen Lill att filmen var en förtjusande överraskning och att den var säsongens bästa svenska film. Filmen har visats i SVT, bland annat 1999, 2011 och i februari 2020.

## Rollista
- Marianne Bengtsson – Anna Rydell
- Alf Kjellin – Martin Andreasson
- Annika Tretow – Gerd Andreasson
- Gunnel Lindblom – Ingrid
- Birgitta Andersson – Taje
- Pia Skoglund – Bisse
- Monica Nielsen – Pingpong
- Lena Söderblom – Burret
- Bibi Andersson – Lily
- Ingvar Kjellson –  Klas, fysiklärare
- Arne Källerud – Karlsson
- Märta Dorff – Skorpan, husmor
- Renée Björling – Maria, rektor
- Carl Ström – Johan, lärare
- Kerstin Wibom – fröken Linde, gymnastiklärare
- Mona Malm – Brittmari
- Ittla Frodi – Mirre
- Eva Laräng – Kerstin
- Anne-Marie Hilton – Margareta
- Elisabeth Liljenroth – elev
- Inger Axö – Birgitta
- Yvonne Axö – Marianne
- Birgitta Orling – Bibban
- Ing-Margret Lackne – Gunnel
- Barbro Dahlberg – elev
- Margareta Nyströmer – Agneta
- Ingrid Jellart – Grynet, Beatrice Hamilton